# Phineas C. Lounsbury

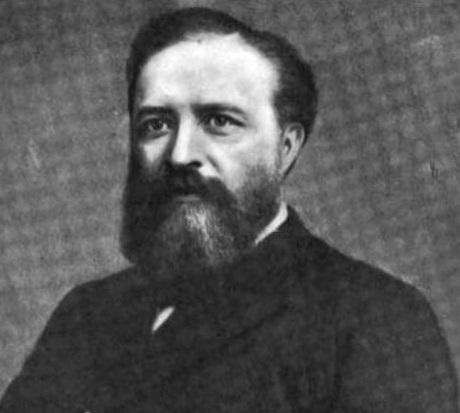
Phineas C. Lounsbury.

Phineas Chapman Lounsbury, född 10 januari 1841, död 22 juni 1925, var en amerikansk politiker och guvernör i Connecticut.

## Tidigt liv
Lounsbury föddes i Ridgefield, Connecticut. Han fick väldigt litet utbildning, men lyckades mycket bra i affärsvärlden. Tillsammans med sin storebror, George E. Lounsbury, grundade han två framgångsrika skofabriker: the Lounsbury Brothers Inc., a shoe factory och Lounsbury, Matthewson, and Company.

## Politisk karriär
Lounsbury var medlem av Republikanerna. Han valdes till ledamot av Connecticuts representanthus 1874 och satt kvar till 1876.
Han valdes till guvernör 1886 och efterträdde Henry B. Harrison den 7 januari 1887. Han blev vald genom beslut av Connecticuts lagstiftande församling. Under sin mandatperiod på två år skrev han bland annat under lagen Incorrigible Criminal Act. Han ställde inte upp för omval, efterträddes av sin partikamrat Morgan G. Bulkeley den 10 januari 1889. Därefter drog han sig tillbaka från offentlig tjänst.

## Senare år
Efter sin tid som guvernör, återvände Lounsbury till sina affärer och var verkställande direktör vid Connecticut Merchants Exchange National Bank.
Hans bror, George Edward Lounsbury, blev också guvernör i Connecticut och tjänstgjorde på den posten från 1899 till 1901.
År 1883 lät han bygga sommarstugeområdet Echo Camp vid Raquette Lake i Adirondack Mountains.
Han avled den 22 juni 1925.